# Podravno
Podravno (en serbe cyrillique : Подравно) est un village de Bosnie-Herzégovine. Il est situé dans la municipalité de Srebrenica et dans la république serbe de Bosnie. Selon les premiers résultats du recensement bosnien de 2013, il compte 156 habitants.

## Démographie

### Répartition de la population par nationalités (1991)
En 1991, le village comptait 413 habitants, répartis de la manière suivante :

### Communauté locale
En 1991, la communauté locale de Podravno comptait 774 habitants, répartis de la manière suivante :